# 無環帶蛸
無環帶蛸（学名：Amphioctopus exannulatus），又名無環章魚，为章魚科雙章魚屬下的一个种。是一种商业性的海产品。